# Équipe cycliste féminine WCC
L'équipe cycliste WCC est une équipe cycliste féminine professionnelle suisse créée en 2018. L'équipe est pilotée par le Centre mondial du cyclisme (World Cycling Centre). Elle a son siège à Aigle, dans les bâtiments de l'Union Cycliste Internationale.

## Histoire
Le centre mondial du cyclisme créé la WCC Team en 2018. Elle permet à des coureuses suisses et de pays où le cyclisme est peu développé (au sens professionnel) de participer à des épreuves au niveau UCI Continental depuis 2020.
Une des premières recrues de l'équipe, pour la saison 2019 donc avant le statut continental, est la suissesse Marlen Reusser, alors médecin, mais qui souhaite participer aux Jeux olympiques 2020. 
En juin 2019, elle remporte sa première grande course internationale avec une médaille d’or du contre-la-montre aux Jeux européens de Minsk, devançant la Néerlandaise Chantal Blaak et la Britannique Hayley Simmonds de plus d’une minute. Le lendemain, elle remporte son deuxième titre de championne de Suisse du contre-la-montre, avant de faire le doublé lors de la course en ligne le 30 juin. Cette bonne saison lui permet de décrocher un contrat professionnel, pour la saison 2020, au sein de l'équipe Bigla-Katusha. De la même façon, la bonne saison de la colombienne Paula Patiño lui permet de rejoindre l'équipe Movistar.
Pour la saison 2020, l'équipe participe pour la première fois au circuit continental. La 1re course élite est alors le Circuit Het Nieuwsblad au mois de février. Le bilan de la saison comprend notamment 3 titres nationaux : Biélorussie avec Anastasiya Kolesava sur la course en ligne, et Slovaquie avec Tereza Medveďová tant sur la course en ligne que le contre-la-montre.
L'équipe est touchée par la perte de sa coureuse Desiet Kidane, victime d'un accident de la route en novembre 2021.
Pour la saison 2022, la WCC Team s'attache les services de Cristina San Emeterio Garcia pour la direction sportive, elle rejoint ensuite l'équipe UAE Team ADQ.
Le centre mondial soutient également l'équipe des réfugiés pour la participation aux Jeux Olympiques d'été,. C'est ainsi que lors des Jeux olympiques de Paris 2024, les coureuses de l'équipe s'illustrent, avec la longue échappée des sœurs afghanes Yulduz et Fariba Hashimi. 
Le 7 septembre 2024, cette dernière remporte l'étape reine du Tour cycliste international dé l’Ardèche. Il s'agit de la 1re victoire du WCC Team sur le circuit européen.
À l'intersaison, Fariba Hashimi rejoint le World tour avec l'équipe Ceratizit. Du côté de l'encadrement, la polonaise Anna Wiese, en poste depuis 3 saisons, rejoint la nouvelle équipe suisse Nexetis, créé par la fédération. C'est la Française Pauline Allin, qui était encore coureuse en 2024, qui la remplace.

## Principales victoires

### Championnats continentaux
- Championnats d'Asie : 1
  - Course en ligne : 2018 (Nguyễn Thị Thật)

### Championnats nationaux
- Championnats d'Azerbaïdjan : 2
  - Course en ligne : 2021 (Ayan Khankishiyeva)
  - Contre-la-montre : 2021 (Ayan Khankishiyeva)
- Championnats de Biélorussie : 1
  - Contre-la-montre espoirs : 2020 (Anastasiya Kolesava)
- Championnats d'Érythrée : 1
  - Contre-la-montre : 2019 (Desiet Kidane)
- Championnats d'Irlande : 1
  - Course en ligne : 2019 (Alice Sharpe)
- Championnats de Slovaquie : 4
  - Course en ligne : 2020 (Tereza Medveďová), 2021 (Tereza Medveďová)
  - Contre-la-montre : 2020 (Tereza Medveďová)
  - Contre-la-montre espoirs : 2024 (Nika Bobnar)
- Championnats de Suisse : 3
  - Course en ligne : 2019 (Marlen Reusser)
  - Contre-la-montre : 2019 (Marlen Reusser)
  - Contre-la-montre espoirs : 2024 (Jasmin Lietchi)

## Classements UCI
| Classement UCI | Classement UCI         | Classement UCI                              | Classement UCI |
| Année          | Classement par équipes | Meilleure coureuse au classement individuel |                |
| -------------- | ---------------------- | ------------------------------------------- | -------------- |
| 2019           | 19e                    | Marlen Reusser (26e)                        |                |
| 2020           | 28e                    | Tereza Medvedová (81e)                      |                |
| 2021           | 19e                    | Frances Janse van Rensburg (77e)            |                |
| 2022           | 53e                    | Elina Tasane (426e)                         |                |
| 2023           | 57e                    | Elina Tasane (447e)                         |                |
| 2024           | 41e                    | Jasmin Liechti (256e)                       |                |
|                |                        |                                             |                |
| Source : UCI   |                        |                                             |                |

## Partenaires
L'équipe est parrainée par l'Union Cycliste Internationale via le Centre mondial du cyclisme.

## WCC Team en 2025
Effectif
| Effectif 2025              | Effectif 2025     | Effectif 2025  | Effectif 2025                                 |
| Cycliste                   | Date de naissance | Pays           | Équipe précédente                             |
| -------------------------- | ----------------- | -------------- | --------------------------------------------- |
| Terézia Ciriaková          | 5 avril 2005      | Slovaquie      |                                               |
| Yulduz Hashimi             | 8 juillet 2000    | Afghanistan    | Israel-Premier Tech Roland Development (2023) |
| Anna Kolyzhuk              | 21 mars 2004      | Ukraine        |                                               |
| Dziyana Lebedz             | 4 octobre 2002    | Biélorussie    |                                               |
| Gabriela López             | 23 février 2003   | Colombie       |                                               |
| Lize-Ann Louw              | 13 mars 2002      | Afrique du Sud |                                               |
| Dewika Sova                | 28 avril 2003     | Indonésie      |                                               |
| Janice Stettler            | 30 juin 2004      | Suisse         |                                               |
| Trhas Teklehaimanot Tesfay | 5 janvier 2002    | Éthiopie       |                                               |
| Ksanet Weldemikael         | 13 juillet 2002   | Érythrée       |                                               |
|                            |                   |                |                                               |
| Source : ProCyclingStats   |                   |                |                                               |

Victoires
| Victoires | Victoires | Victoires | Victoires | Victoires | Victoires |
| Date      | Course    | Pays      | Classe    | Vainqueur |           |
| --------- | --------- | --------- | --------- | --------- | --------- |